# Il Farmaco
Il Farmaco (abrégé en Farmaco) est une revue scientifique à comité de lecture qui publie des articles dans le domaine de la chimie médicinale.
En 2006, le journal change de nom pour ChemMedChem, coédité par différentes sociétés chimiques européennes,.